# Autographa anatolica
Autographa anatolica là một loài bướm đêm trong họ Noctuidae.